# Pamplemousses Sporting Club
Maillots
Pamplemousses SC est un club mauricien de football, basé à Belle Vue. L'équipe joue ses matchs au Stade Anjalay.

## Palmarès
- Championnat de Maurice (6)
  - Champion : 2006, 2010[2], 2012, 2017, 2018, 2019

- Coupe de Maurice (3)
  - Vainqueur : 2009, 2016, 2018
  - Finaliste : 2014, 2015, 2017

- Coupe de la République (7)
  - Vainqueur : 2010, 2011, 2013, 2017, 2019, 2020, 2023
  - Finaliste : 2015